# Stilluppsteypa
Stilluppsteypa est un groupe islandais de musique électronique expérimentale formé au début des années 1990. Au départ un groupe de punk dans la lignée de Crass et Conflict, ses membres fondateurs, Heimir Björgúlfsson, Sigtryggur Berg Sigmarsson et Helgi Thorsson prennent vite une direction expérimentale. Heimir quitte le groupe aux alentours de 2002. Parmi les nombreux artistes avec lesquels ils ont collaboré, on peut citer Hafler Trio, Ryoji Ikeda et Melt-Banana.

## Discographie (incomplète)
- One Side Mona Lisa (The Front Side Only), 1996, FIRE Inc.
- The Best Pet Possible, 1997, Staalplaat
- Reduce by Reducing, 1998, FIRE Inc.
- Interferences Are Often Requested: Reverse Tendency as Parts Nearly Become Nothing, 1999, Ritornell/Mille Plateaux
- Not a Laughing Matter, But Rather a Matter of Laughs, 2000, FIRE Inc.
- Stories Part Five, 2001, Ritornell/Mille Plateaux
- We Are Everyone in the Room avec TV Pow, 2001, Erstwhile Records
- The Immediate Past Is of no Interest to us: 10 Years of Continuous Pointless Activities, 2002, Bottrop-Boy